# ممر تدريج

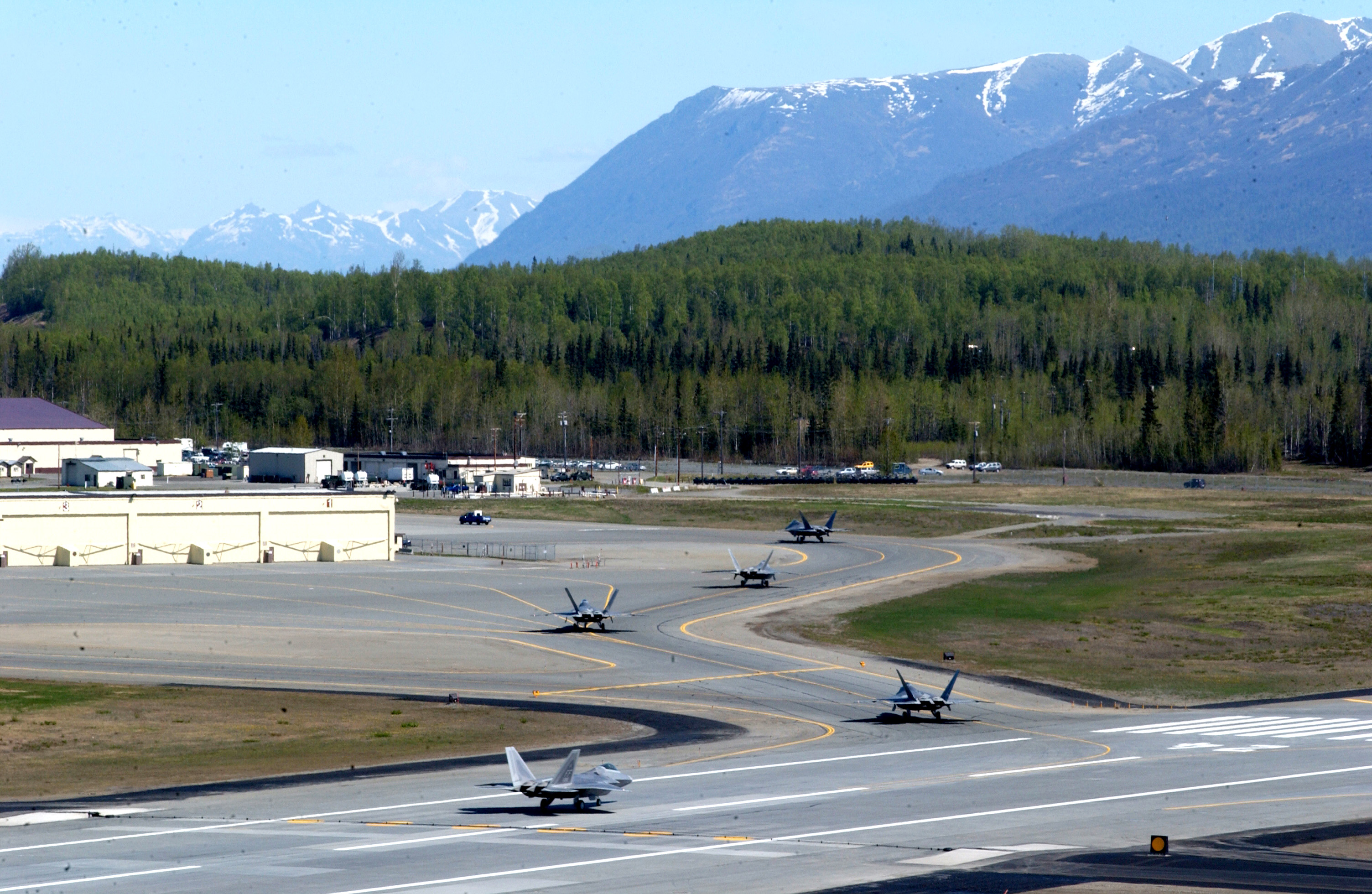
لوكهيد مارتن إف-22 رابتور تٌدرج في قاعدة إلمندورف الجوية، ألاسكا، الولايات المتحدة الأمريكية

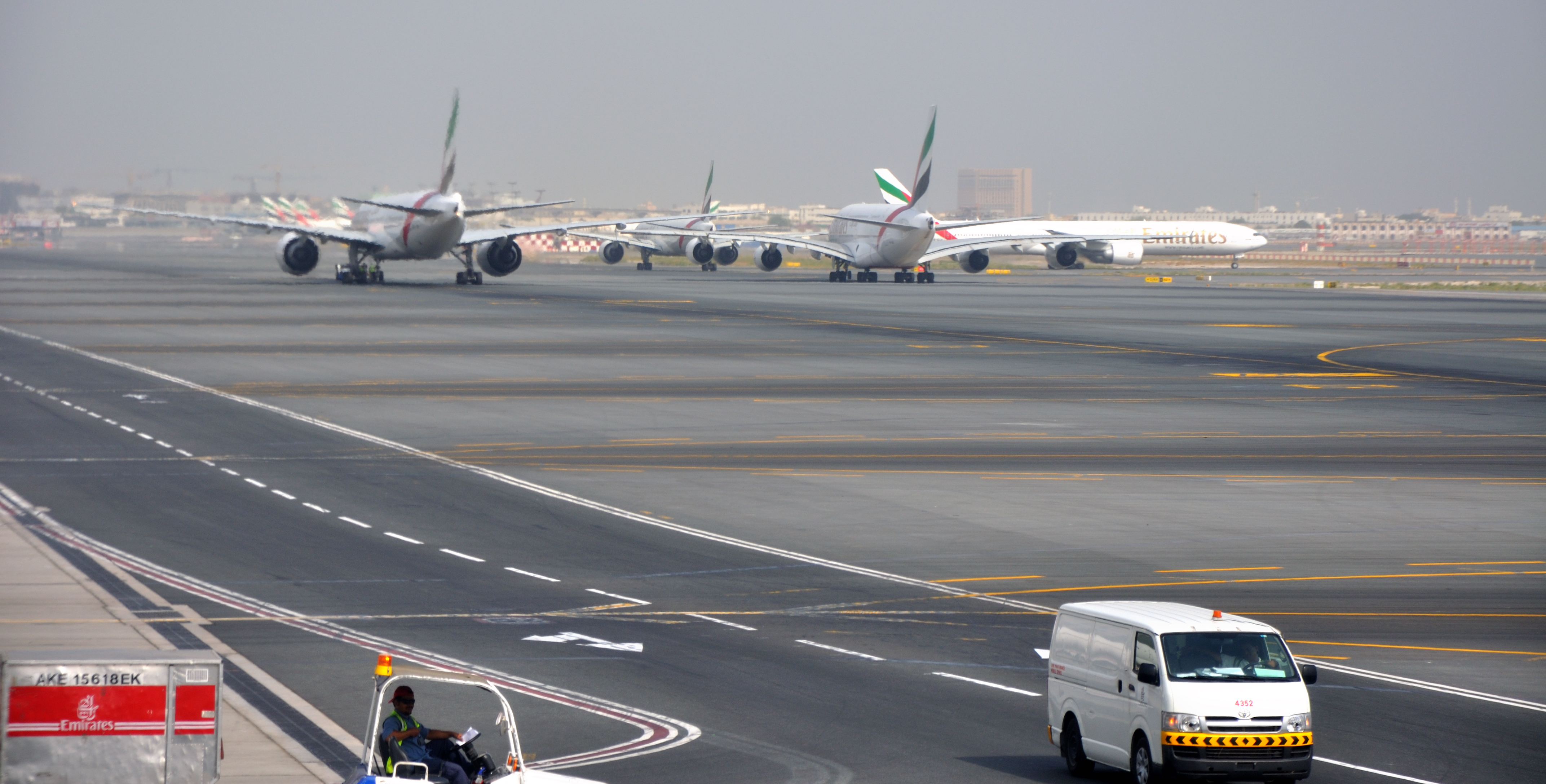
تسيير الطائرات إلى المدرج بمطار دبي

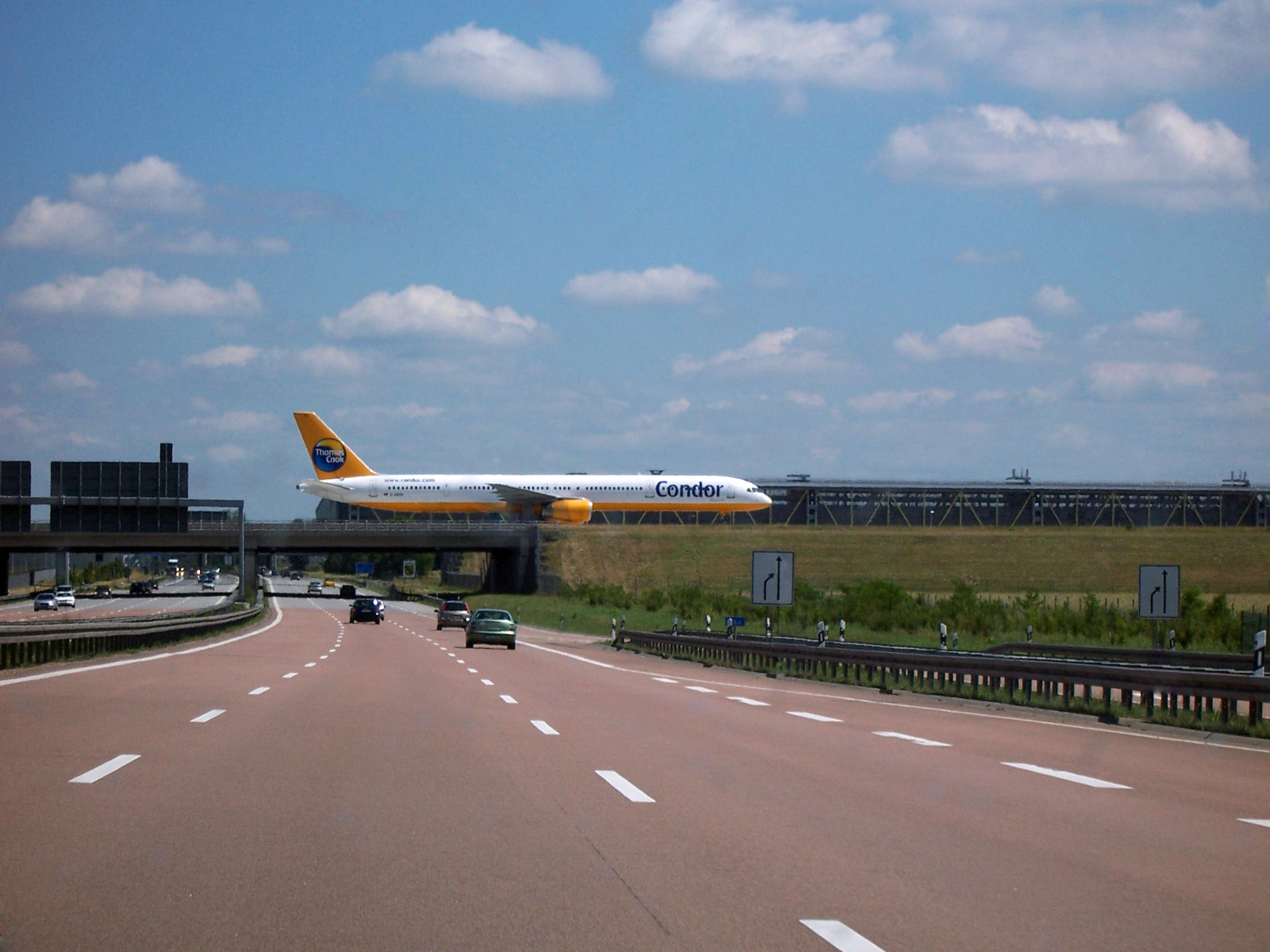
طريق تدريج طائرات يعبر طريق الأوتوبان

ممر تدريج أو ممر التاكسي أو طريق تدريج الطائرات (taxiway) هو مسار للطائرات في مطار يربط بين المدارج بمواقف الطائرات وحظائر الطائرات والمحطات والمرافق الأخرى. غالبًا ما يكون لها سطح صلب من الأسفلت أو الخرسانة، على الرغم من أن مطارات الطيران العامة الأصغر تستخدم أحيانًا الحصى أو العشب.
معظم المطارات ليس لديها حد معين للسرعة على ممر التاكسي (بعض المطارات لديها ذلك). هناك قاعدة عامة للسرعة الآمنة تعتمد على العوائق. قد يكون للمشغلين ومصنعي الطائرات حدود. تبلغ سرعات الطائرات على ممر التاكسي النموذجية 20-30 عقدة (37-56 كم / ساعة، 23-35 ميلاً في الساعة).

## مخرج عالي السرعة
عادة ما تقوم المطارات المزدحمة ببناء ممرات عالية السرعة أو خروج سريع للسماح للطائرات بمغادرة المدرج بسرعات أعلى. يتيح ذلك للطائرة إخلاء المدرج بشكل أسرع، مما يسمح لطائرة أخرى بالهبوط أو الإقلاع في فترة زمنية أقصر. يتم تحقيق ذلك عن طريق تقليل الزاوية التي يعترضها ممر التاكسي الخارج من المدرج إلى 30 درجة، بدلاً من 90 درجة، وبالتالي زيادة السرعة التي يمكن للطائرة من خلالها الخروج من المدرج إلى الممر.

## العلامات

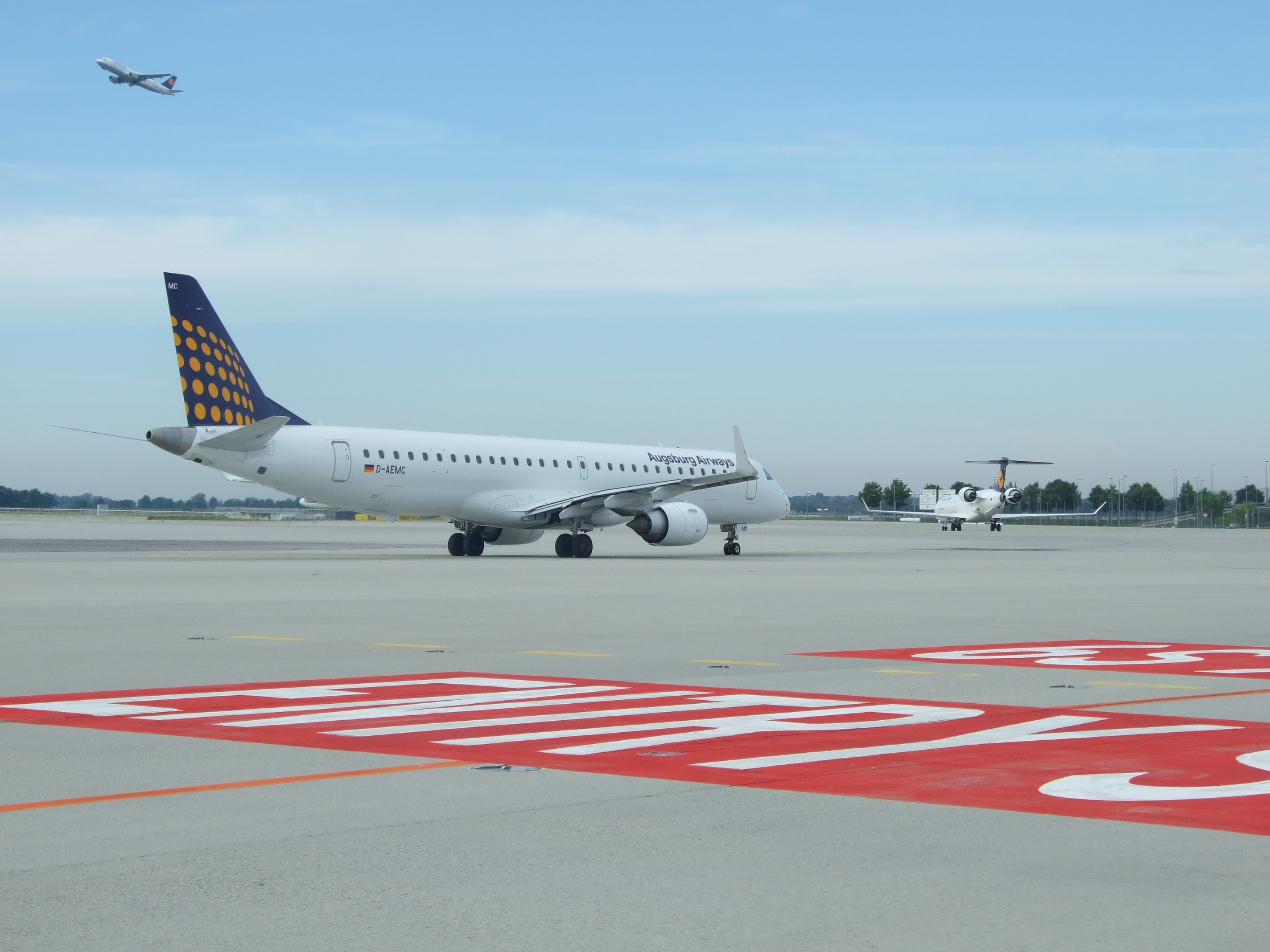
ممر تاكسي في مطار ميونيخ

- خط مركزي عادي (Normal Centerline) خط أصفر واحد مستمر، بعرض 15 سنتيمتر (6 بوصة) حتى 30 سنتيمتر (12 بوصة).
- خط مركزي محسّن (Enhanced Centerline) يتكون تعليم خط الوسط للممر المحسن من خط متوازي من الشرطات الصفراء على جانبي خط الوسط للممر المساعد. تم تحسين الخطوط المركزية لممر التاكسي لمسافة 150 قدمًا (46 مترًا) قبل وضع علامات على المدرج. يعتبر خط الوسط للممر المحسن قياسيًا[4] في جميع المطارات المعتمدة من لوائح الطيران الفيدرالية (FAR Part 139) في الولايات المتحدة الأمريكية.
- علامات حافة الممر (Taxiway Edge Markings) تستخدم لتحديد حافة الممر عندما لا تتوافق الحافة مع حافة الرصيف.
  - تتكون العلامات المستمرة من خط أصفر مزدوج مستمر، بحيث لا يقل عرض كل خط عن 15 سنتيمتر (6 بوصة)، وبتباعد قدره 15 سنتيمتر (6 بوصة). تقسم حافة الممر من الكتف أو بعض الأسطح المرصوفة المتاخمة غير المخصصة للاستخدام بواسطة الطائرات.
  - تحدد العلامات المتقطعة حافة ممر مساعد على سطح مرصوف حيث يكون الرصيف المجاور لحافة الممر مخصصًا للاستخدام بواسطة الطائرات، مثل ساحة. تتكون هذه العلامات من خط أصفر مزدوج مكسور، بحيث لا يقل طول كل سطر عن 15 سنتيمتر (6 بوصة) في العرض، متباعدة 15 سنتيمتر (6 بوصة) بعيدًا (من الحافة إلى الحافة). يبلغ طول هذه الخطوط 15 قدمًا (4.6 مترًا) وفجوات 25 قدمًا (7.6 متر).
- علامات الكتف لممر التاكسي (Taxi Shoulder Markings) يتم أحيانًا تزويد ممرات التاكسي ومواقع الانتظار والساحات بأكتاف مرصوفة لمنع وصدالمياه. الأكتاف غير مخصصة لاستخدام الطائرات، وقد لا تكون قادرة على حمل حمولة الطائرة. علامات كتف الممر عبارة عن خطوط صفراء متعامدة مع حافة الممر، من حافة الممر إلى حافة الرصيف، حوالي 3 أمتار.
- علامات اتجاه الممرات المرسومة على السطح (Surface Painted Taxiway Direction Signs) خلفية صفراء مع نقش أسود، يتم تقديمها عندما لا يكون من الممكن تقديم إشارات اتجاه ممر التاكسي عند التقاطعات، أو عند الضرورة لتكملة مثل هذه العلامات. توجد هذه العلامات على جانبي الممر.
- علامات الموقع المطلية على السطح (Surface Painted Location Signs) خلفية سوداء مع نقش أصفر وحدود باللونين الأصفر والأسود. عند الضرورة، تكمل هذه العلامات علامات الموقع الموجودة بجانب الممر وتساعد الطيار في تأكيد تعيين الممر الذي توجد عليه الطائرة. توجد هذه العلامات على الجانب الأيمن من خط الوسط.
- علامات الموقع الجغرافي (Geographic Position Markings) هذه العلامات موجودة في نقاط على طول طرق التاكسي منخفضة الرؤية (عندما يكون النطاق المرئي للممر أقل من 1200 قدم (370 مترًا)). يتم وضعها على يسار الخط المركزي للممر في اتجاه المرور. نقش أسود متمركز على دائرة وردية مع حلقة داخلية سوداء وحلقة خارجية بيضاء. إذا كان لون الرصيف فاتحًا، فسيكون الحد أبيض مع حلقة خارجية سوداء.

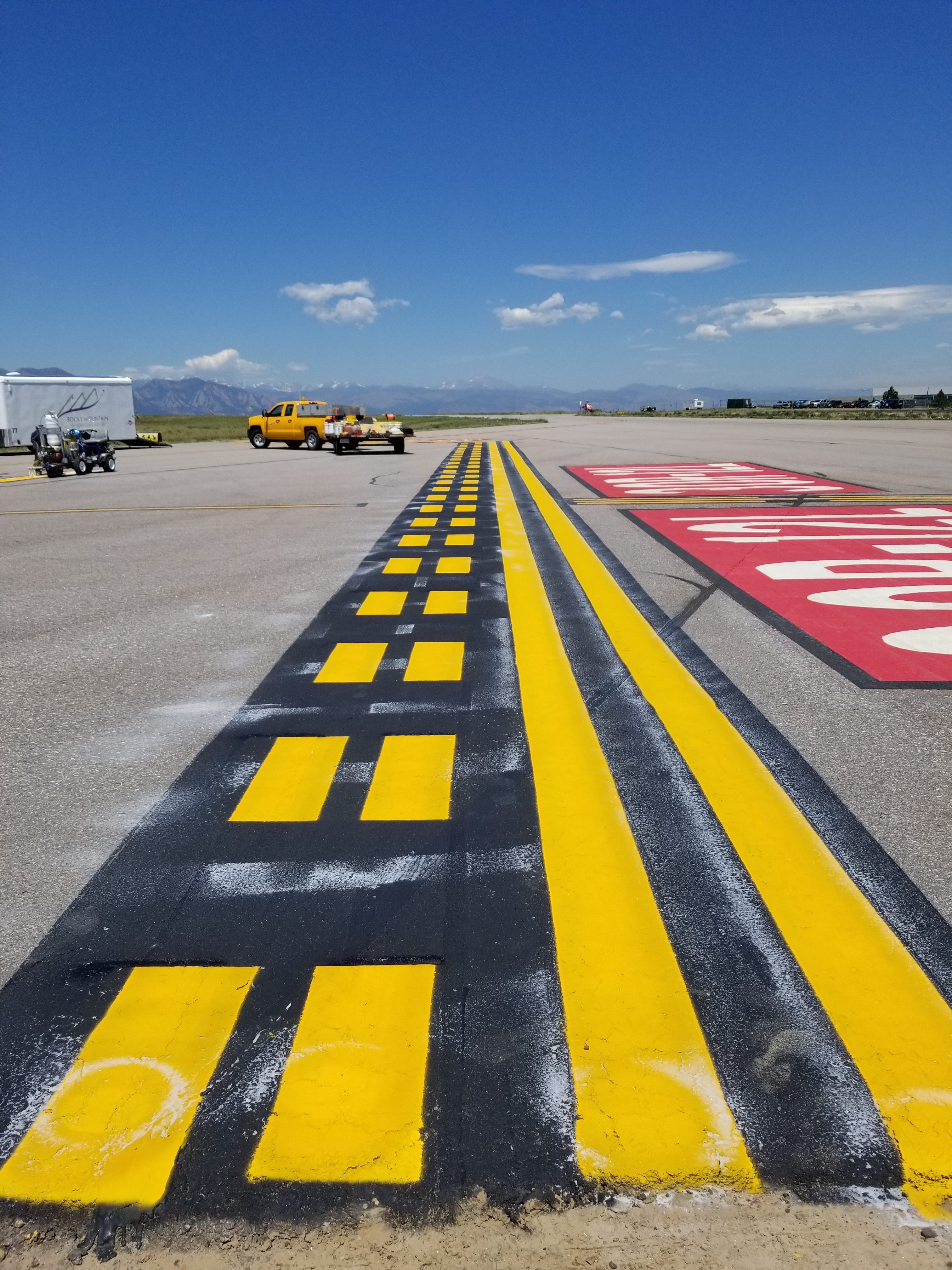
علامات على المدرج مرسومة حديثًا في مطار روكي ماونتن متروبوليتان (KBJC)

- علامات حجز المدرج (Runway Holding Position Markings) توضح المكان الذي يجب أن تتوقف فيه الطائرة عند الاقتراب من ممر التاكسي إلى المدرج. تتكون من أربعة خطوط صفراء، خطان متصلان واثنان متقطعان، متباعدان بمقدار ستة أو اثني عشر بوصة (15 أو 30 سم) ويمتد عبر عرض الممر أو المدرج. تكون الخطوط المتصلة دائمًا على الجانب الذي عنده تحتجز الطائرة. هناك ثلاثة مواقع يتم وضع علامات حجز المدرج عليها: علامات حجز المدرج على الممرات؛ المدرج يحمل علامات الموقف على المدارج؛ الممرات الموجودة في مناطق الاقتراب من المدرج.
- علامات موضع التثبيت لنظام هبوط الأجهزة (ILS) تتكون من خطين صفراء متصلتين متباعدتين بقدمين (60) سم) متصلين بأزواج من الخطوط الصلبة متباعدة عن بعضها بعشرة أقدام (3 أمتار) وتمتد عبر عرض الممر المساعد.
- علامات الموقف القابضة لتقاطعات الممرات / الممرات تتكون هذه من خط متقطع واحد يمتد عبر عرض الممر.
- علامات وضعية التثبيت مطلية بالسطح علامات خلفية حمراء مع نقش أبيض لتكملة العلامات الموجودة في وضع التثبيت.

يتم إعطاء الممرات تعريف أبجدي رقمي. يتم عرض معرفات ممر التاكسي هذه على لوحات إعلانية باللونين الأسود والأصفر على طول الممرات.

## علامات

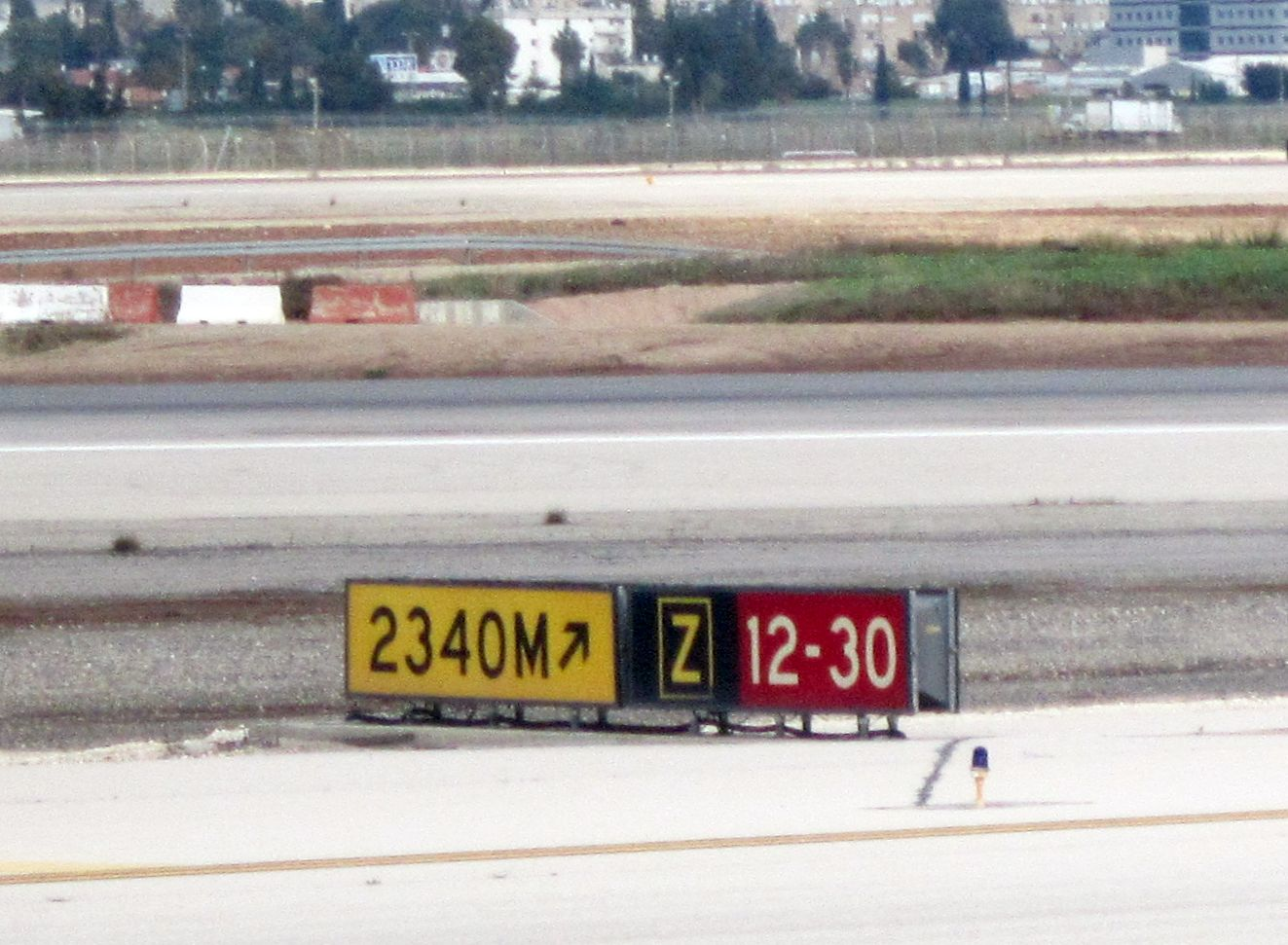
غالبًا ما يمكن الجمع بين العلامات ، في هذه الحالة علامة اتجاه وعلامة موقع وعلامة مدرج

توفر لافتات التوجيه في المطار التوجيه والمعلومات لطائرات التاكسي ومركبات المطار. قد يكون لدى المطارات الأصغر عدد قليل من العلامات أو لا تحتوي على أي إشارات، وذلك يعتمد بدلاً من ذلك على الرسوم البيانية والمخططات الخاصة بالمطارات.
هناك فئتان من اللافتات في المطارات، ولكل منها عدة أنواع:

### علامات التوجيه التشغيلية
- علامات الموقع - أصفر على خلفية سوداء. يحدد المدرج أو الممر الذي تعمل فيه الطائرة حاليًا أو تدخلها.
- لافتات خروج للاتجاه / المدرج - سوداء على أصفر. يحدد الممرات المتقاطعة التي تقترب منها الطائرة، مع سهم يشير إلى اتجاه الدوران.
- علامات توقف - بيضاء على خلفية زرقاء. يتكون التعيين من الحرف S متبوعًا بتعيين الممر الذي يتم وضع شريط الإيقاف عليه. هذه العلامة ليست قياسية.[5]
- أخرى - تستخدم العديد من المطارات إشارات المرور التقليدية مثل علامات التوقف والعودة في جميع أنحاء المطار.

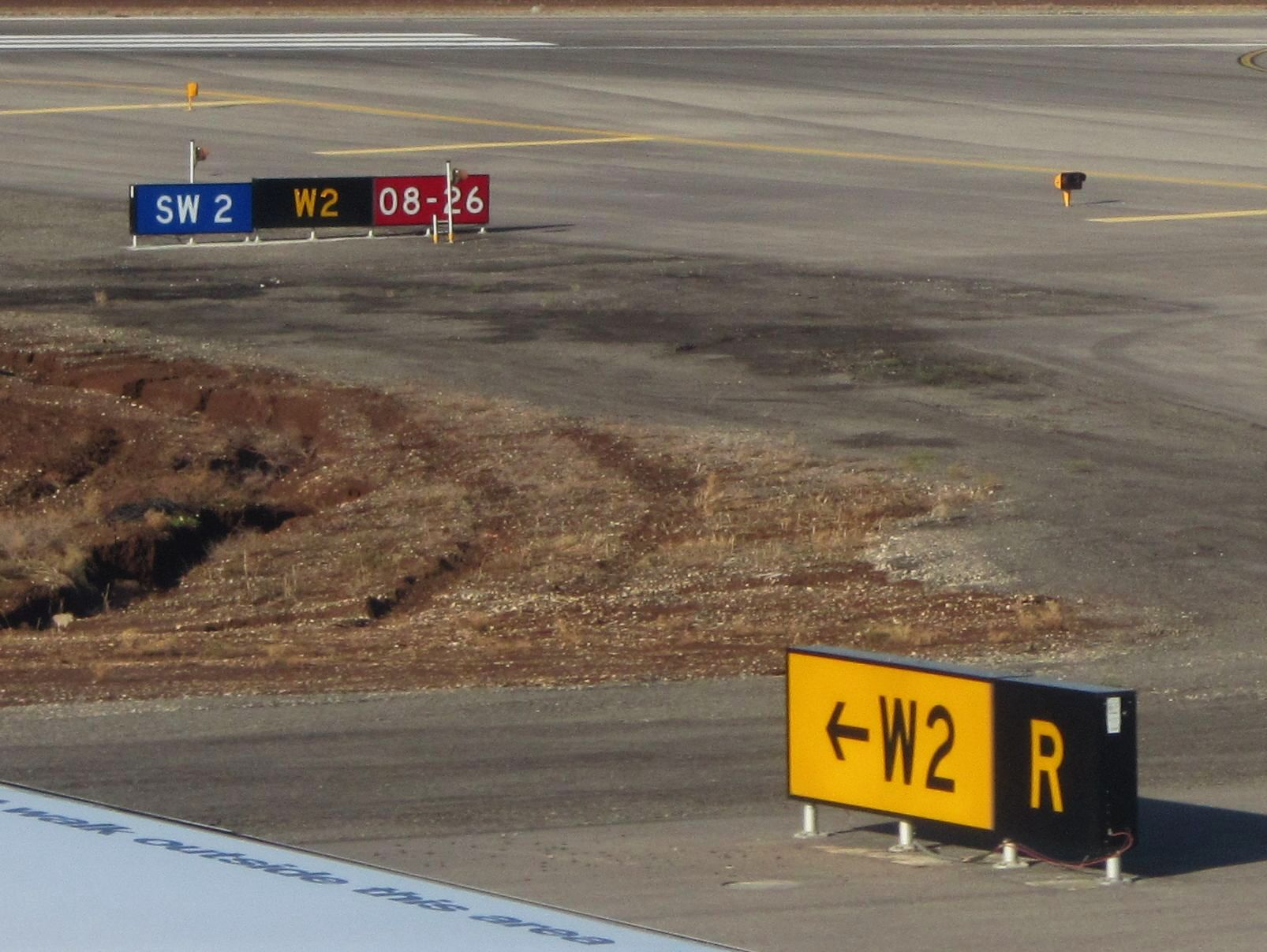
علامة الاتجاه الصفراء "W2" في المقدمة تؤدي إلى علامة الموقع "W2" السوداء في الخلفية. علامة "SW 2" الزرقاء غير قياسية.

### علامات التعليمات الإلزامية

علامة ممنوع الدخول

علامات التعليمات الإلزامية بيضاء بخلفية حمراء. تظهر مداخل مالدارج أو مناطق الحرجة. يتعين على المركبات والطائرات التوقف عند هذه اللافتات حتى يعطي برج المراقبة الإذن بالمضي قدمًا.
- لافتات المدرج - نص أبيض على خلفية حمراء. تحدد هذه اللافتات تقاطع مدرج أمامك، على سبيل المثال المدرج 12-30 في الصورة أعلاه.
- إشارات تغيير التردد - عادة علامة توقف وإرشادات للتغيير إلى تردد آخر. تستخدم هذه العلامات في المطارات ذات مناطق التحكم الأرضية المختلفة.
- علامات وضع الإمساك - يشير الشريط الأصفر الثابت عبر ممر مساعد إلى موضع قد يتطلب فيه التحكم الأرضي التوقف. في حالة مصادفة شريطين أصفرين صلبين وشريطين صفراء متقطعتين، يشير هذا إلى وجود موضع تثبيت لتقاطع مدرج أمامك؛ يجب عدم عبور خطوط تثبيت المدرج أبدًا بدون إذن. في بعض المطارات، يتم استخدام خط من الأضواء الحمراء عبر ممر مساعد أثناء عمليات الرؤية المنخفضة للإشارة إلى مواقع الإمساك. تشير علامة نوع «سلم متقطع» بعلامة "ILS" باللون الأبيض على الأحمر إلى موضع تثبيت قبل منطقة حرجة لـ ILS.

## أضواء

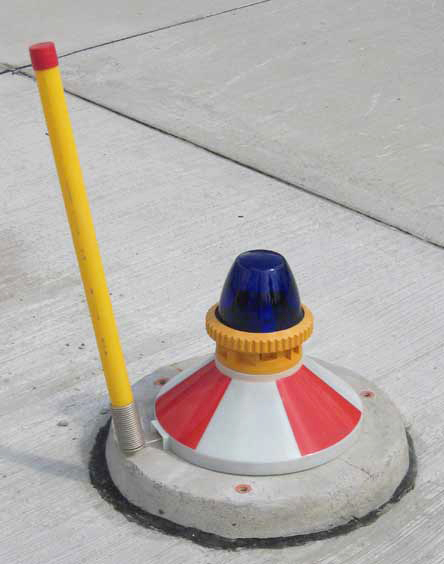
ضوء حافة الممر

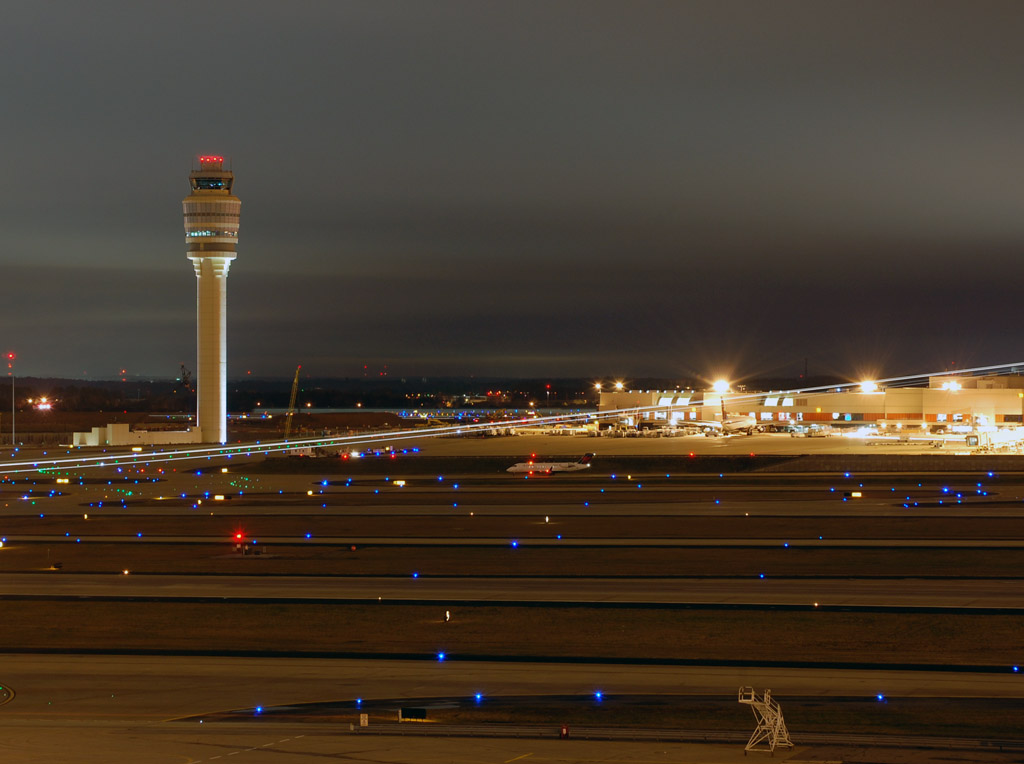
ممرات التاكسي في مطار أتلانتا

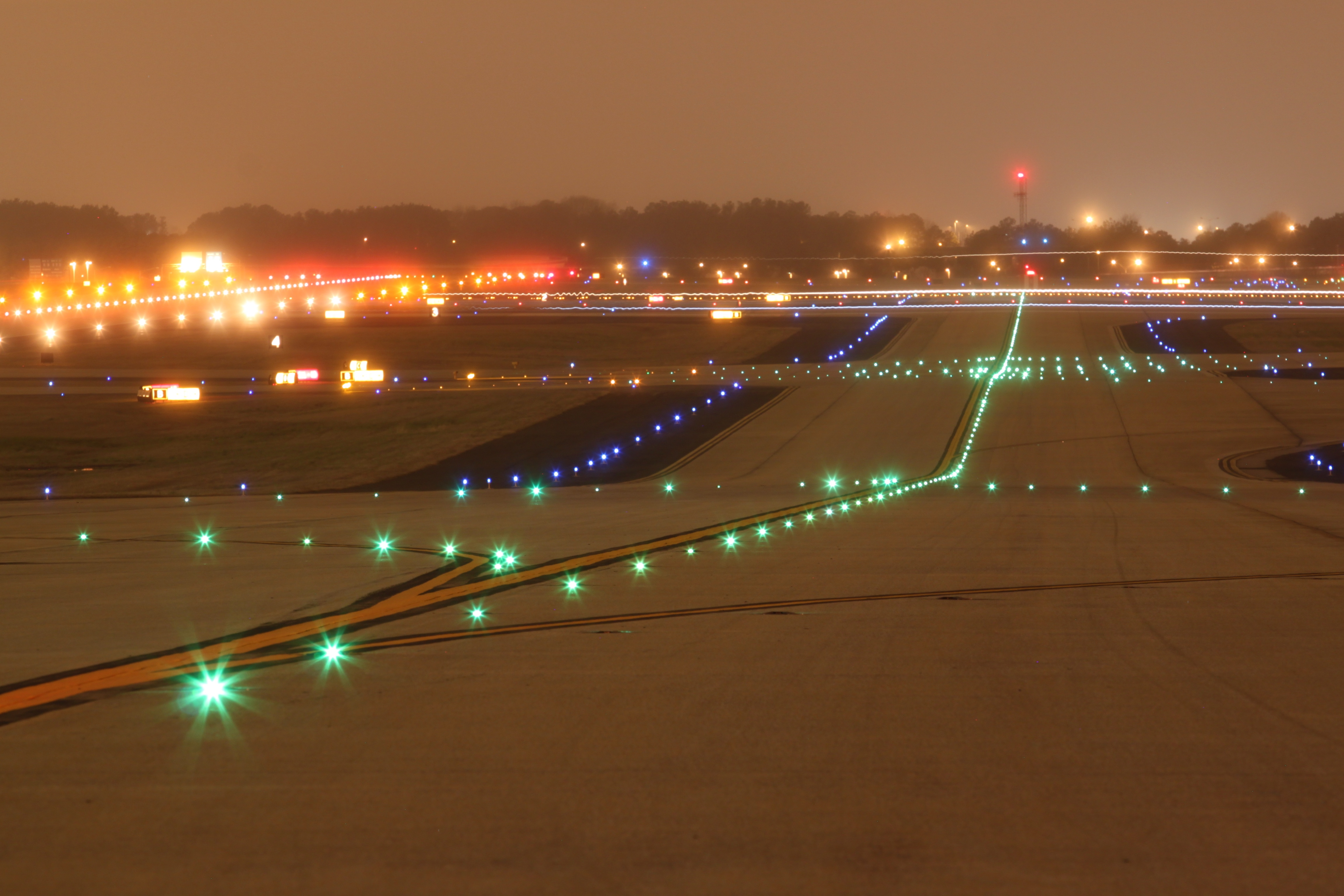
أضواء التاكسي

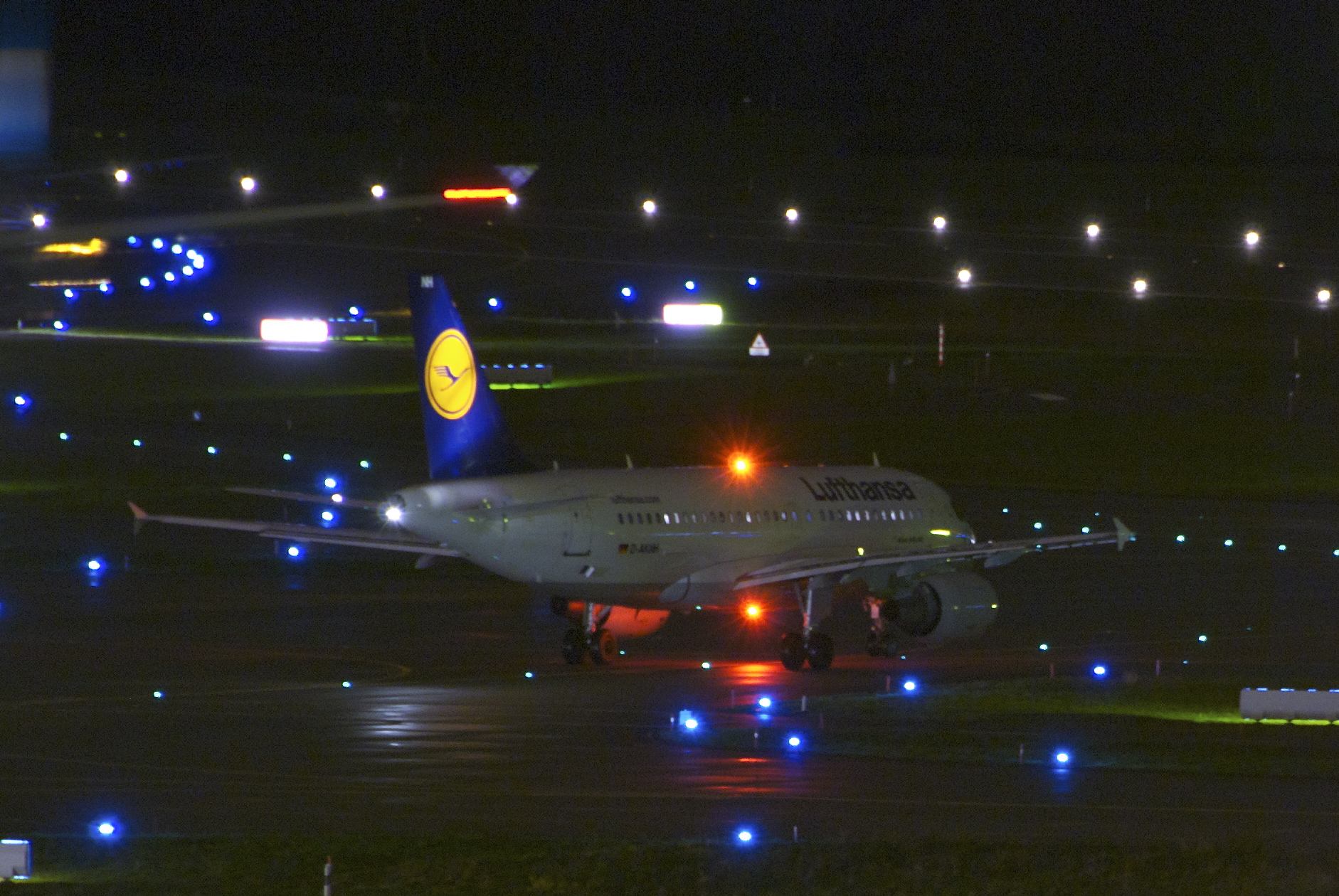
أضواء التاكسي

بالنسبة للعمليات الليلية، تم تجهيز الممرات في العديد من المطارات بالأضواء، على الرغم من عدم تجهيز بعض المطارات الصغيرة بها.
- Taxiway Edge Lights: تستخدم لتحديد حواف الممرات خلال فترات الظلام أو ظروف الرؤية المقيدة. قد تكون هذه التركيبات مرتفعة أو على الرصيف وينبعث منها ضوء أزرق بشكل طبيعي. عندما يتقاطع تقاطع رباعي الاتجاهات، قد يكون الضوء الموجود في مركز التقاطع متعدد الاتجاهات وينبعث منه ضوء أصفر. عندما يلتقي طريق للمركبات الأرضية فقط مع ممر أو في نهاية منطقة خدمة صالحة للاستخدام لمنحدر أو ممر، فإن الضوء الموجود على حافة الطريق أو ضوء حافة الممر النهائي قد ينبعث منه ضوء أحمر.
- أضواء خط الوسط لممر التاكسي (Taxiway Centerline Lights): مضاءة بشكل ثابت وينبعث منها ضوء أخضر يقع على طول خط وسط الممر. عندما يعبر ممر التاكسي مدرجًا، أو حيث يؤدي خط وسط لممر مساعد «يؤدي إلى الخروج» من مدرج للانضمام إلى ممر تاكسي، فإن هذه الأضواء ستتبدل باللونين الأصفر والأخضر.
- أضواء شريط التصريح (Clearance Bar Lights): ثلاثة مصابيح صفراء مشتعلة بشكل ثابت في الرصيف مثبتة في مواضع ثابتة على الممرات
- أضواء المدرج الواقية (Runway Guard Lights): إما زوج من الأضواء الصفراء الوامضة المرتفعة المثبتة على جانبي الممر، أو صف من الأضواء الصفراء الموجودة على الرصيف مثبتة عبر ممر الممر بأكمله، في موقف تثبيت المدرج عند تقاطعات الممر / المدرج.
- مصابيح شريط التوقف (Stop Bar Lights): صف من أضواء الرصيف الحمراء أحادية الاتجاه والتي تشتعل بشكل ثابت عبر الممر بالكامل في موضع تثبيت المدرج، وأضواء حمراء مرتفعة ثابتة الاشتعال على كل جانب تُستخدم في ظروف الرؤية المنخفضة (أقل من 1200 قدم RVR). يتم تشغيل قضيب التوقف المتحكم به جنبًا إلى جنب مع أضواء المقدمة في خط الوسط للممر الرئيسي والتي تمتد من شريط التوقف باتجاه المدرج. بعد تصريح مراقبة ملاحة الجوية للمضي قدمًا، يتم إيقاف تشغيل شريط التوقف وتضيء مصابيح المقدمة.

يتم تباعد أضواء حافة الممرات على الأقل من 50 إلى 200 قدم كحد أقصى. في الطرق المستقيمة، يكون التباعد عادة 200 قدم.

يمكن أن تكون هذه الأضواء قريبة من بعضها البعض عند تقاطعات الممرات. على المقاطع المستقيمة، تكون مصابيح «خط وسط الممر» (Taxiway Centerline) متباعدة على مسافات 50 أو 100 قدم اعتمادًا على الحد الأدنى من الرؤية المصرح بها. في أجزاء الممرات المنحنية، قد تكون هناك حاجة إلى أن تكون أضواء «خط وسط الممر» (Taxiway Centerline) أقرب معًا.

## روابط خارجية
- Sean Broderick (4 فبراير 2019). "TSB Canada Recommends Taxiway Changes At Toronto Pearson". Aviation Week Network. مؤرشف من الأصل في 2023-06-11.

https://www.faa.gov/documentLibrary/media/Advisory_Circular/150-5340-30J.pdf